# Richland (Oregon)

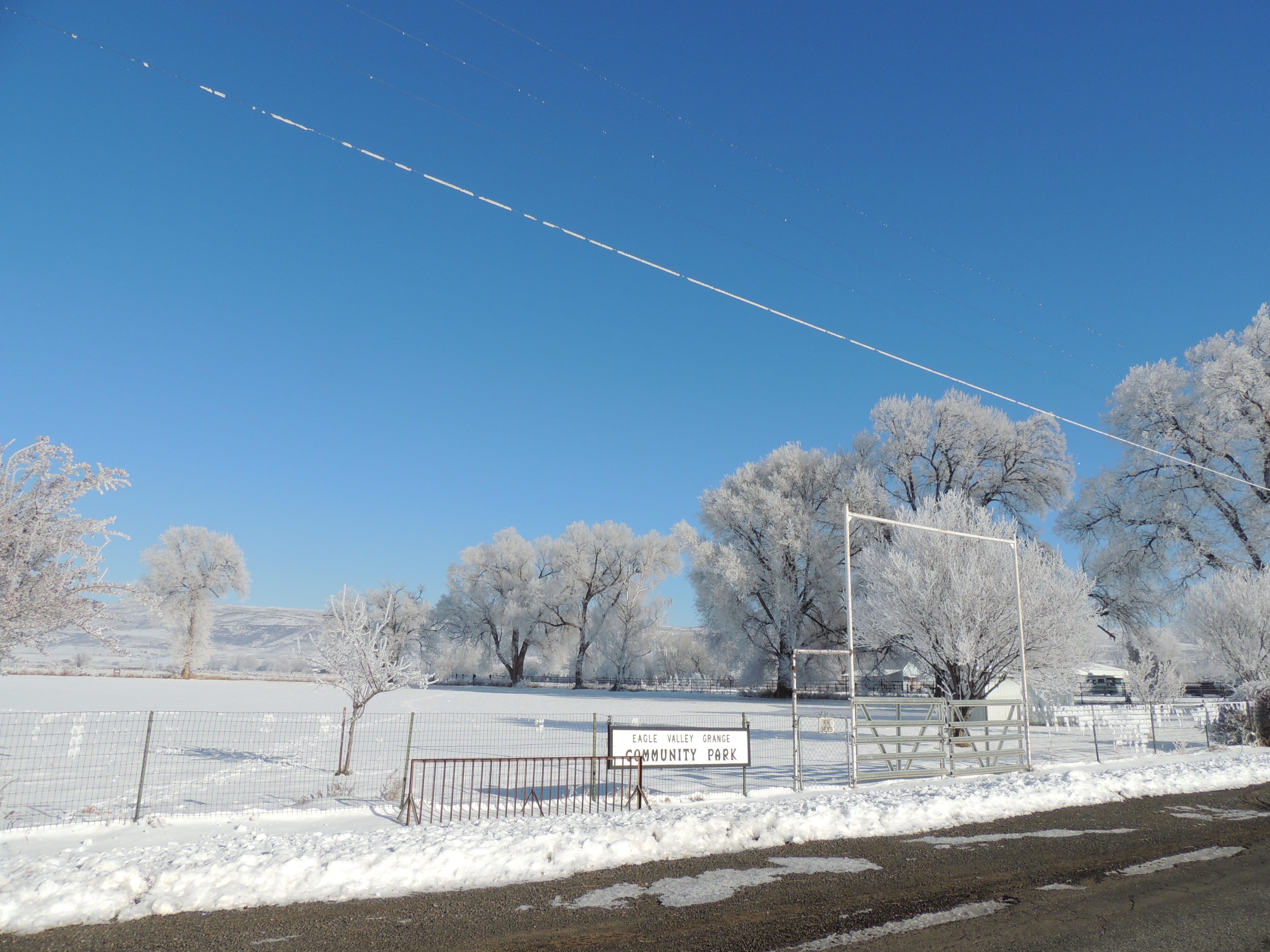
Eagle Valley Community Park

Richland az Amerikai Egyesült Államok északnyugati részén, Oregon állam Baker megyéjében, a Burnt-folyó mentén helyezkedik el. A 2010. évi népszámláláskor 156 lakosa volt. A város területe 1,68 km², melyből 0,21 km² vízi.
1987-ben alapították, és a New Bridge helyetti szolgáltatóközpont lett.

## Éghajlat
A térségre jellemző az ingadozó időjárás; a nyarak általában melegek vagy forróak (és gyakran nyirkosak); a telek pedig hűvösek (néha hidegek). A Köppen-skála alapján a város éghajlata nedves kontinentális. A legcsapadékosabb a november–január, a legszárazabb pedig a július–október közötti időszak. A legmelegebb hónap július, a leghidegebb pedig január.
| Hónap                                   | Jan.  | Feb.  | Már.  | Ápr.  | Máj.  | Jún. | Júl. | Aug. | Szep. | Okt.  | Nov.  | Dec.  | Év    |
| --------------------------------------- | ----- | ----- | ----- | ----- | ----- | ---- | ---- | ---- | ----- | ----- | ----- | ----- | ----- |
| Rekord max. hőmérséklet (°C)            | 17,0  | 24,0  | 29,0  | 33,0  | 37,0  | 41,0 | 44,0 | 43,0 | 41,0  | 33,0  | 26,0  | 18,0  | 44,0  |
| Átlagos max. hőmérséklet (°C)           | 3,4   | 7,6   | 12,9  | 18,6  | 23,4  | 28,0 | 33,5 | 32,9 | 27,4  | 20,0  | 10,4  | 4,7   | 18,6  |
| Átlaghőmérséklet (°C)                   | −1,7  | 1,7   | 5,6   | 9,7   | 14,1  | 18,2 | 22,3 | 21,7 | 16,7  | 10,3  | 3,7   | −0,5  | 10,2  |
| Átlagos min. hőmérséklet (°C)           | −6,8  | −4,2  | −1,8  | 0,8   | 4,8   | 8,4  | 11,6 | 10,4 | 6,0   | 0,6   | −3,0  | −5,6  | 1,8   |
| Rekord min. hőmérséklet (°C)            | −33,0 | −32,0 | −23,0 | −11,0 | −11,0 | −7,0 | −4,0 | −1,0 | −8,0  | −14,0 | −22,0 | −30,0 | −33,0 |
| Átl. csapadékmennyiség (mm)             | 32    | 22    | 21    | 23    | 34    | 26   | 10   | 14   | 14    | 18    | 32    | 33    | 279   |
| Forrás: Western Regional Climate Center |       |       |       |       |       |      |      |      |       |       |       |       |       |

## Népesség

### 2010
A 2010-es népszámláláskor a városnak 156 lakója, 93 háztartása és 46 családja volt. A népsűrűség 742,9 fő/km2. A lakóegységek száma 116, sűrűségük 552,4 db/km2. A lakosok 94,9%-a fehér, 1,3%-a afroamerikai, 1,3%-a indián,    2,6%-a pedig kettő vagy több etnikumú. 
A háztartások 2,2%-ában élt 18 évnél fiatalabb. 48,4% házas, 1,1% egyedülálló nő,  50,5% pedig nem család. 38,7% egyedül élt; 23,6%-uk 65 éves vagy idősebb. Egy háztartásban átlagosan 1,68 személy élt; a családok átlagmérete 2,11 fő.
A medián életkor 64,4 év volt. A város lakóinak 1,9%-a 18 évesnél fiatalabb, 2,4% 18 és 24 év közötti, 7%-uk 25 és 44 év közötti, 40,4%-uk 45 és 64 év közötti, 48,1%-uk pedig 65 éves vagy idősebb. A lakosok 50,6%-a férfi, 49,4%-a pedig nő.

### 2000
A 2000-es népszámláláskor  a városnak 147 lakója, 86 háztartása és 42 családja volt. A népsűrűség 700 fő/km2. A lakóegységek száma 121, sűrűségük 576,2 db/km2. A lakosok 97,28%-a fehér,  0,68%-a indián, 0,68%-a ázsiai,   1,36%-a pedig kettő vagy több etnikumú. A spanyol vagy latino származásúak aránya 0,68% (   0,68% pedig egyéb spanyol/latino származású.)
A háztartások 7%-ában élt 18 évnél fiatalabb. 41,9% házas, 5,8% egyedülálló nő; 51,2% pedig nem család. 45,3% egyedül élt; 29,1%-uk 65 éves vagy idősebb. Egy háztartásban átlagosan 1,71 személy élt; a családok átlagmérete 2,31 fő.
A város lakóinak 8,2%-a 18 évesnél fiatalabb, 1,4% 18 és 24 év közötti, 8,6%-uk 25 és 44 év közötti, 35,4%-uk 45 és 64 év közötti, 46,3%-uk pedig 65 éves vagy idősebb. A medián életkor 63 év volt. Minden 100 nőre 93,4 férfi jut; a 18 évnél idősebb nőknél ez az arány 98,5.
A háztartások medián bevétele 17 344 amerikai dollár, ez az érték családoknál $27 500. A férfiak medián keresete $25 000, míg a nőké $19 688. A város egy főre jutó bevétele (PCI) $13 462. A családok 11,4%-a, a teljes népesség 18,4%-a élt létminimum alatt; a 18 év alattiaknál ez a szám 37,5%, a 65 évnél idősebbeknél pedig 13%.

## Fordítás
Ez a szócikk részben vagy egészben  a   Richland, Oregon című angol Wikipédia-szócikk ezen változatának fordításán alapul.  Az eredeti cikk szerkesztőit annak laptörténete sorolja fel. Ez a jelzés csupán a megfogalmazás eredetét és a szerzői jogokat jelzi, nem szolgál a cikkben szereplő információk forrásmegjelöléseként.